# 木哥漢札
木哥漢札（蒙古语转写：Möngke Qalǰa），《史集》记作蒙哥合勒札（羅馬化：Mūnkkā Qaljā），《圣武亲征录》作木哥漢札，《元史》称其为忙哥、蒙古寒札。蒙古帝国时期忙忽惕部出身的左翼千户长。他是早年追随成吉思汗并在与克烈部作战中阵亡的畏答儿之子，木哥漢札主要活跃于对金朝的战争。

## 生平
蒙古部族传说中，孛端察儿后裔有纳臣（篾年土敦的幼子），其子孙分化出兀鲁惕氏与忙忽惕氏。木哥漢札的父亲畏答儿早年追随铁木真（成吉思汗），在与克烈部的合剌·合剌只惕·额列惕之战前，曾恳请铁木真照料其子，铁木真践诺厚待木哥漢札。
克烈部征服后，其精锐只里吉兵被划归木哥漢札统领，成吉思汗还命他收编离散的忙忽惕部众。1206年蒙古建国时，以只里吉兵和忙忽惕人为基础，分别设立畏答儿薛禅与木哥漢札的千户。木哥漢札在功臣表排名第52。
1211年，蒙古攻金，木哥漢札率忙忽惕千户隶属成吉思汗直属的中军左翼。成吉思汗征服了金朝的大部分领土后，转而计划远征西方的花剌子模王朝。1217年成吉思汗西征前，将部分中军左翼委任给出身札剌亦儿部的左翼万户长木华黎，主管对金战事。此时归入木华黎麾下的武将包括：率领兀鲁惕四千户的怯台、率领忙忽惕千户的木哥漢札、率领弘吉剌三千户的按陈、率领亦乞列思二千户的孛秃，以及率领诸部族混合兵的种索、率领当地征召的契丹、女真、汉人兵的吾也而等。其中，札剌亦儿（木华黎家族）、兀鲁惕（主儿扯歹家族）、忙忽惕（畏答儿家族）、弘吉剌（德薛禅家族）、亦乞列思（孛秃家族）这五个部族集团，在后世以“左手五投下”闻名。
成吉思汗死后，窝阔台即位并发动灭金战争，忙哥因功被封为“郡王”，其家族世袭此爵。1236年，蒙古分封中原汉地，忙哥获泰安州为投下领地。

## 子孙
- 木鲁忽儿·合勒札：随旭烈兀西征[9]，但汉文史料未提及。
- 其孫只里瓦䚟、乞答䚟继承其位，后世子孙忽都忽、兀䚟、忽里哈赤等相继承袭“郡王”封号。[10]

忙忽惕部畏答儿家族
- 畏翼（Güyük ）…畏答儿之兄
- 畏答儿（Quyildar，قویردار/Qūīrdār）
  - 郡王木哥漢札（Möngke Qalǰa，مونککا قلجا/Mūnkkā Qaljā）
    - 木鲁忽儿·合勒札（Mulqar Qalǰa，مولقار قلجا/Mūlqār Qaljā）
      - 郡王只里瓦䚟（J̌ilwadai ）
        - 郡王忽都忽（Qutoqu）
        - 郡王兀䚟（Udai）
        - 郡王忽里哈赤（Quliqači）

      - 郡王乞答䚟（Qitada）

  - 蘸木曷（J̌amuqa）
    - 瑣魯火都（Sulqadu）
      - 郡王博羅欢（Boloqan）
        - 郡王野先帖木儿（Esen temür）
          - 郡王尼摩星吉（Nima sengi）